# Référendums de 2020 en Floride
Six référendums ont lieu en 2020 en Floride le 3 novembre 2020. La population est notamment amenée à se prononcer sur les éléments suivants :
- Primaires ouvertes ;
- Redéfinition du droit de vote :
- Conditions de révision de la constitution de l'état.